# Hanking Center
L'Hanking Center è un grattacielo situato a Shenzhen, in Cina. 
Con un'altezza di 358,9 metri al momento dell'inaugurazione era compreso nella top 20 degli edifici più alti della Cina. La costruzione è iniziata nel 2013 ed è stato completato nel 2018. È stato progettato dallo studio di architettura statunitense Morphosis Architects. Ha 73 piani e altri 5 interrati. L'edificio ospita principalmente uffici ed appartiene al gruppo cinese Hanking. Il grattacielo è l'edificio in acciaio più alto della Cina.